# غيوم لي تيستو
جيوم لي تيستو (بالفرنسية: Guillaume Le Testu)‏ هو قرصان مفوض ومستكشف وملاح وراسم خرائط فرنسي ولد في سنة 1509 في لو هافر في نورماندي. كان واحد من ألذي رسموا خرائط دييب. مارس القرصنة بنجاح أثناء فترة حروب فرنسا الدينية، قام مع فرنسيس دريك بمهاجمة السفن الإسبانية في نومبري دي ديوس في بنما واغتنم منها الكثير من الذهب والفضة، إلا أنه قتل هناك فيما بعد. يعتقد بأنه أول أوروبي زار أستراليا، حيث احتوت خرائطة على مناطق جنوب جزيرة جاوا وألتي عرفها باسم جاوا الكبرى.